# Hilara bistriata
Hilara bistriata är en tvåvingeart som beskrevs av Zetterstedt 1842. Hilara bistriata ingår i släktet Hilara och familjen dansflugor. Arten är reproducerande i Sverige. Inga underarter finns listade i Catalogue of Life.